# Ruslands Football National League
Ruslands Football National League er den næstbedste fodboldliga i Rusland. Den består af 20 hold. Hvert år rykker to hold op til Premier League, 3. og 4. pladsen spiller Play-off kampe mod Premier League's 13. og 14. plads. 5 hold rykker ned til Football National League.

## Vindere og topscorere
| Sæson   | Vinder(e)                                                                                         | Også oprykket                             | Topscorere |
| ------- | ------------------------------------------------------------------------------------------------- | ----------------------------------------- | --- |
| 1992    | Zhemchuzhina-Amerus (Vest) KAMAZ Naberezhnye Chelny (Midt) Luch Vladivostok (Øst)                 | –                                         | Gocha Gogrichiani (Zhemchuzhina-Amerus, Vest) – 26 Oleg Teryokhin (Sokol Saratov, Midt) – 27 Vyacheslav Kartashov (Irtysh Omsk, Øst) – 19               |
| 1993    | Chernomorets Novorossiysk (Vest, ikke oprykket) Lada Togliatti (Midt) Dinamo-Gazovik Tyumen (Øst) | –                                         | Sergey Burdin (Chernomorets Novorossiysk, Vest) – 25 Vladimir Filimonov (Zvezda Perm, Midt) – 37 Vyacheslav Kamoltsev (Dinamo-Gazovik Tyumen, Øst) – 22 |
| 1994    | Chernomorets Novorossiysk                                                                         | Rostselmash Rostov-on-Don                 | Dmitri Silin (Baltika Kaliningrad) – 35 |
| 1995    | Baltika Kaliningrad                                                                               | Lada Togliatti Zenit Saint Petersburg     | Sergei Bulatov (Baltika Kaliningrad) – 29 |
| 1996    | Dinamo-Gazovik Tyumen                                                                             | Shinnik Yaroslavl Fakel Voronezh          | Varlam Kilasonia (Lokomotiv Saint Petersburg) – 22 |
| 1997    | Uralan Elista                                                                                     | –                                         | Aleksei Chernov (Lada-Grad Dimitrovgrad) – 29 |
| 1998    | Saturn Moscow Region                                                                              | Lokomotiv Nizhny Novgorod                 | Andradina (Arsenal Tula) – 27 |
| 1999    | Anzhi Makhachkala                                                                                 | Fakel Voronezh                            | Konstantin Paramonov (Amkar Perm) – 23 |
| 2000    | Sokol Saratov                                                                                     | Torpedo-ZIL Moscow                        | Andrei Fedkov (Sokol Saratov) – 26 |
| 2001    | Shinnik Yaroslavl                                                                                 | Uralan Elista                             | Vitaly Kakunin (Neftekhimik Nizhnekamsk) – 20 |
| 2002    | Rubin Kazan                                                                                       | Chernomorets Novorossiysk                 | Vyacheslav Kamoltsev (Chernomorets Novorossiysk) – 20 David Chaladze (Rubin Kazan) – 20                                                                 |
| 2003    | Amkar Perm                                                                                        | Kuban Krasnodar                           | Aleksandr Panov (Dynamo Saint Petersburg) – 23 |
| 2004    | Terek Grozny                                                                                      | Tom Tomsk                                 | Andrei Fedkov (Terek Grozny) – 38 |
| 2005    | Luch-Energia Vladivostok                                                                          | Spartak Nalchik                           | Yevgeni Alkhimov (Lokomotiv Chita) – 24 |
| 2006    | Khimki                                                                                            | Kuban Krasnodar                           | Yevgeni Alkhimov (Ural Sverdlovsk Oblast) – 25 |
| 2007    | Shinnik Yaroslavl                                                                                 | Terek Grozny                              | Dmitri Akimov (Sibir Novosibirsk) – 34 |
| 2008    | FC Rostov                                                                                         | Kuban Krasnodar                           | Denis Popov (Torpedo Moscow/Chernomorets Novorossiysk) – 24                                                                                             |
| 2009    | Anzhi Makhachkala                                                                                 | Sibir Novosibirsk Alania Vladikavkaz      | Aleksei Medvedev (Sibir Novosibirsk) – 18 |
| 2010    | Kuban Krasnodar                                                                                   | Volga Nizhny Novgorod Krasnodar           | Otar Martsvaladze (Volga Nizhny Novgorod) – 21 |
| 2011–12 | Mordovia Saransk                                                                                  | Alania Vladikavkaz                        | Ruslan Mukhametshin (Mordovia Saransk) – 31 |
| 2012–13 | Ural Sverdlovsk Oblast                                                                            | Tom Tomsk                                 | Spartak Gogniyev (Ural Sverdlovsk Oblast) – 17 |
| 2013–14 | Mordovia Saransk                                                                                  | Arsenal Tula Torpedo Moscow Ufa           | Aleksandr Kutyin (Arsenal Tula) – 19 |
| 2014–15 | Krylia Sovetov                                                                                    | Anzhi Makhachkala                         | Yannick Boli (Anzhi Makhachkala) – 15 |
| 2015–16 | Gazovik Orenburg                                                                                  | Arsenal Tula Tom Tomsk                    | Artyom Delkin (Gazovik Orenburg) – 16 Khasan Mamtov (Tyumen) – 16 Maksim Zhitnev (Sibir Novosibirsk) – 16                                               |
| 2016–17 | Dynamo Moskva                                                                                     | Tosno SKA-Khabarovsk                      | Kirill Panchenko (Dynamo Moskva) – 24 |
| 2017-18 | Orenburg                                                                                          | Krylia Sovetov Samara Yenisey Krasnoyarsk | Artyom Kulishev (Dynamo Saint Petersburg) – 17 |